# Los Straitjackets
Los Straitjackets sind eine US-amerikanische Surf-Rock-Band aus Nashville, Tennessee. Die Band formierte sich 1988 in der Besetzung Eddie Angel (Gitarre), Jimmy Lester (Schlagzeug) und Danny Amis (Gitarre).

## Geschichte
Nach einigen Auftritten im Sommer 1988 unter dem Namen „The Straitjackets“ spielten die Bandmitglieder erst wieder 1994 unter dem Namen „Los Straitjackets“ zusammen, ergänzt um den Bassisten Scott Esbeck. Im Juli 1994 wurde ein erstes Demotape im Studio „Alex the Great“ in Nashville aufgenommen. Die Aufnahmen waren die Grundlage für das erste Album der Straitjackets The Utterly Fantastic and Totally Unbelievable Sound of Los Straitjackets, das im März 1995 bei „Upstart Records“ veröffentlicht wurde.
In den folgenden Jahren erwarb sich die Band in den USA einen Kultstatus. Bei Auftritten tragen alle Bandmitglieder schwarze Kostüme mit goldenen Medaillons und mexikanischen Wrestling-Masken. Danny Amis ist bei Konzerten der Sprecher der Band. Lieder werden von ihm in einem schnellen, schlecht akzentuierten Spanisch vorgestellt.
1998 verließ Esbeck während der Aufnahmen zum Album The Velvet Touch of Los Straitjackets die Band und wurde durch Pete Curry ersetzt. 2005 wurde Lester durch Jason Smay ersetzt, der später in die Band von J.D. McPherson wechselte. Seinen Platz besetzt nun Chris Sprague.
Danny Amis erkrankte 2011 an Krebs, woraufhin mehrere Touren ohne ihn folgten. Mitte 2012 konnte Amis schließlich zur Band zurückkehren um das Album Jet Set aufzunehmen, welches noch im gleichen Jahr veröffentlicht wurde.

## Diskografie

### Alben
- 1995: The Utterly Fantastic and Totally Unbelievable Sound of Los Straitjackets
- 1996: !Viva!
- 1999: The Velvet Touch Of...
- 2001: Damas Y Caballeros
- 2001: Sing Along With Los Straitjackets
- 2002: Tis The Season For
- 2003: Supersonic Guitars en 3-D
- 2004: Los Vivos Y Los Raros
- 2004: Los Straitjackets Play Favorites
- 2006: Twist Party
- 2007: Rock En Espanol Vol. 1
- 2009: The Further Adventures of...
- 2009: Yuletide Beat
- 2012: Jet Set
- 2014: Deke Dickerson Sings The Great Instrumental Hits
- 2015: The Quality Holiday Revue Live (mit Nick Lowe)
- 2017: What's So Funny About Peace, Love And Los Straitjackets
- 2020:  Live At The Haw River Ballroom (mit Nick Lowe)

### Singles
- 1995: Gatecrasher / Lonely Apache
- 1995: Tailspin / Fury!
- 1996: A Marshmallow World / Sleigh Ride
- 1996: La Plaga / Qué Mala (mit Big Sandy)
- 1996: Pacifica / Kawanga!
- 2001: At The Drive-In
- 2001: I Thought It Over (mit Dave Alvin) / Our Favorite Martian / The Rise And Fall Of Flingel Bunt
- 2002:  Los Straitjackets Meet The Trashmen
- 2004: Town Without Pity / Bad Reputation (mit Deke Dickerson)
- 2012: Aerostar / Für Sophia
- 2012: Crime Scene / Sardinian Holiday
- 2012: New Siberia / Low Tide
- 2012: Surf #49 / Rainy Night In Georgia
- 2012: Space Mosquito / Bobsleddin‘
- 2017: ...To the Rescue (mit El Vez & Big Sandy)
- 2019: Channel Surfing (EP)
- 2020: I Feel Fine / Time Is On My Side
- 2021: Hombre

### Erscheinungen auf Kompilationen
- 1995: Secret Agent S.O.U.N.D.S.
- 1995: The Upstart Promo Sampler
- 1995: Locked In : To Surf & Rock 'n' Roll Instrumentals Vol 4
- 1996: Instrumental Fire
- 1996: Rock Don t Run - Vol. 01
- 1996: Rock Don t Run - Vol. 02
- 1997: Bikini World
- 1997: Attack of the New Killer Surf Guitars
- 1997: Surf Guitar Greats
- 1998: Surf! Sand! Sun!
- 1998: Rock Don't Run - Vol. 03
- 1998: Halloween Hootenanny
- 1999: Delphonic Sounds Today!
- 2000: Monster Party 2000
- 2000: Psycho Beach Party
- 2000: Waves of the West
- 2001: Encyclopedia of Sound Vol. I
- 2001: Encyclopedia of Sound Vol. II
- 2013: Mondo Zombie Boogaloo